# Cantone di Dieuze
Il Cantone di Dieuze era una divisione amministrativa dell'arrondissement di Château-Salins.
È stato soppresso a seguito della riforma complessiva dei cantoni del 2014, che è entrata in vigore con le elezioni dipartimentali del 2015.
Comprendeva i comuni di:
- Bassing
- Bidestroff
- Blanche-Église
- Bourgaltroff
- Cutting
- Dieuze
- Domnom-lès-Dieuze
- Gelucourt
- Guébestroff
- Guéblange-lès-Dieuze
- Guébling
- Lidrezing
- Lindre-Basse
- Lindre-Haute
- Mulcey
- Rorbach-lès-Dieuze
- Saint-Médard
- Tarquimpol
- Val-de-Bride
- Vergaville
- Zarbeling
- Zommange